# GSC3605-2653
GSC3605-2653 — хімічно пекулярна зоря спектрального класу B9, що має видиму зоряну величину в смузі V приблизно  9,0.

## Пекулярний хімічний склад
Зоряна атмосфера GSC3605-2653 має підвищений вміст 
Cr
.